# Pătârlagele
Pătârlagele is een stad (oraș) in het Roemeense district Buzău. De stad telt 8290 inwoners (2002).